# Divina (pièce de théâtre)
Vous pouvez aider à l'améliorer ou bien discuter des problèmes sur sa page de discussion.
- Il n'est pas vérifiable et peut contenir des informations totalement erronées. Il est fortement conseillé aux contributeurs d'étayer son contenu par des sources fiables. Sans cela, sa suppression pourrait être envisagée. (si vous venez d'apposer le bandeau, veuillez cliquer sur ce lien pour créer la discussion et en afficher les indications). (Marqué depuis mai 2025)
- Il peut contenir un travail inédit ou des déclarations non vérifiées. Vous pouvez l’améliorer en ajoutant des références. (Marqué depuis mai 2025)

- Archive Wikiwix
- Bing
- Cairn
- DuckDuckGo
- E. Universalis
- Gallica
- Google
- G. Books
- G. News
- G. Scholar
- Persée
- Qwant
- (zh) Baidu
- (ru) Yandex
- (wd) trouver des œuvres sur Wikidata

Vous pouvez aider à l'améliorer ou bien discuter des problèmes sur sa page de discussion.
- Il ne cite pas suffisamment ses sources. Vous pouvez indiquer les passages à sourcer avec {{référence nécessaire}} ou {{Référence souhaitée}}, et inclure les références utiles en les liant aux notes de bas de page. (Marqué depuis juillet 2025)

- Archive Wikiwix
- Bing
- Cairn
- DuckDuckGo
- E. Universalis
- Gallica
- Google
- G. Books
- G. News
- G. Scholar
- Persée
- Qwant
- (zh) Baidu
- (ru) Yandex
- (wd) trouver des œuvres sur Wikidata

Divina est un vaudeville de Jean Robert-Charrier, mis en scène par Nicolas Briançon et représenté pour la première fois le 13 septembre 2013 au théâtre des Variétés. 
Cette pièce est diffusée pour la première fois à la télévision en première partie de soirée et en captage direct sur TMC le 22 janvier 2014.

## Résumé
Claire Bartoli, présentatrice star de la télévision, n'hésite pas à utiliser sa notoriété pour satisfaire tous ses caprices. Depuis des années, c'est elle qui souffle le chaud et le froid dans le métier. Mais son monde s'écroule le jour où elle apprend, de la bouche de son assistant Jean-Louis, son licenciement. Celle que l'on surnomme Divina est bien décidée à rebondir pour ne surtout pas disparaître du paysage audiovisuel. Elle relance tous ses contacts, dont son ancien amant Baptiste, animateur d'un magazine de cuisine sur une chaîne de la TNT. Son arrivée sur le plateau de l’émission culinaire est un véritable électrochoc…

## Distribution

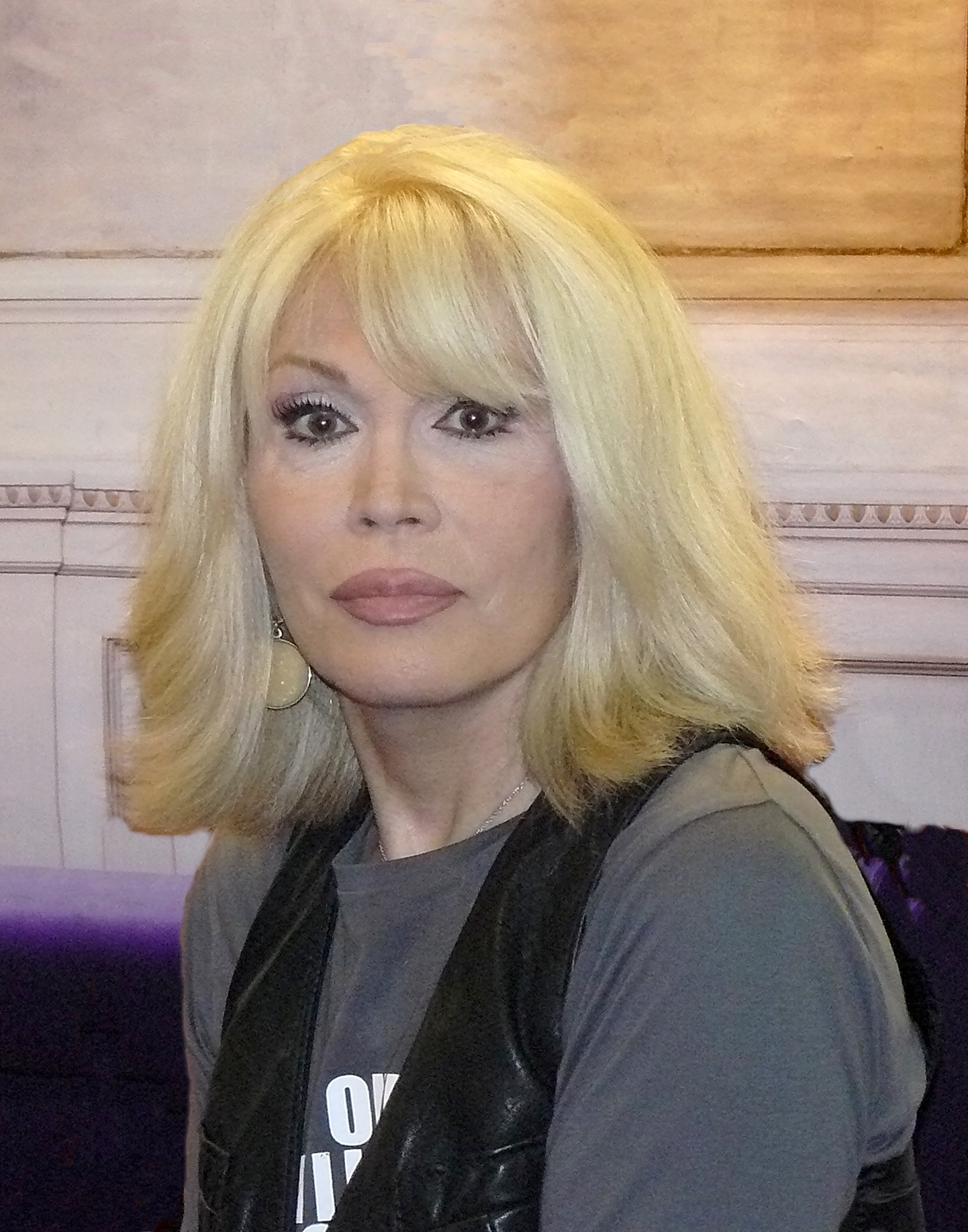
Amanda Lear lors d'une signature à la Fnac en février 2010.

- Amanda Lear : Claire Bartoli alias Divina
- Mathieu Delarive : Baptiste
- Marie-Julie Baup : Émilie
- Guillaume Marquet : Jean-Louis[a]
- Thierry Lopez : Eros

## Fiche technique
- Auteurs : Jean Robert-Charrier
- Mise en scène : Nicolas Briançon
- Décors : Bernard Fau
- Conception et lumières : Gaëlle de Malglaive
- Styliste : Jean-Paul Gaultier et Michel Dussarat
- Musique originale : Guillaume et Renaud Stirn